# Schizostachyum copelandii
Schizostachyum copelandii är en gräsart som beskrevs av Ferdinand von Mueller och Eduard Hackel. Schizostachyum copelandii ingår i släktet Schizostachyum och familjen gräs. Inga underarter finns listade i Catalogue of Life.